# 陶瓷球场
陶瓷球场（西班牙語：Estadio de La Cerámica）位於西班牙比利亞雷阿爾的多用途球場。啟用自1923年，現時是西班牙甲組足球聯賽球隊比利亞雷阿爾的主場。
球場共有25,000個座位，足夠容納比利亞雷阿爾全城一半的人口。

## 歷史
陶瓷球場座落於比利亞雷阿爾的拉布拉多廣場，距地中海僅5公里，海拔50米高的地面上，前名為比利亞雷阿爾球场（Campo del Villarreal），兩年後，球場更名為情歌球场。球場名字厄爾馬德里加爾（El Madrigal），意為情歌，源自球場所在的城郊地區。在1923年6月17日以CD Castellón和Cervantes的對賽作為開幕。此後，情歌球場一直是比利亞雷阿爾的主場，該球會在球場落成的的同年成立。
球場在1952年夏天首次進行改建，參照1952年夏季奧林匹克運動會期間的赫爾辛基奧林匹克體育場的大小，把比賽場地由 95 x 65 米擴充至 105 x 65 米。
1960年代，球會為球場建成一個小型的有蓋看台。1971–72賽季期間，南面看台建成，但在1988年被拆卸以建設新看台。新看台落成後，球會以一場對馬德里體育會的友賽作開幕。
為慶祝球會成立75周年，艾馬迪加球場進行了翻新。球會再度把南面看台拆卸，新建成的看台設有有蓋區、露天區和貴賓區，均在1999–2000賽季期間完工。
球場在1973年9月6日首次因要舉行夜間賽事而要動用照明系統，該晚舉行的是比利亞雷阿爾對SE Eivissa-Ibiza的第三級別賽事。在市政府協助下，球場在場地的四角加設燈柱，每條燈柱附有9個燈泡。
球場的更衣室的位置經歷了數次改動，由最初在東南角，在1935–36賽季遷到東北角，在1989年再遷到西南角。最後一次翻新後，更衣室現時已設在主看台內。

## 外部連結
- El Madrigal at Villarrealcf.es （西班牙文）
- History and Images at Estadios de Espana （页面存档备份，存于） （英文）
- El Madrigal Images and Information at worldstadia.com （西班牙文）